# Charles de Lacretelle
Charles de Lacretelle (auch: Lacretelle Jeune; * 3. September 1766 in Metz; † 26. März 1855 in Mâcon) war ein französischer Journalist, Historiker und Mitglied der Académie française.

## Leben und Werk
Charles de Lacretelle war der jüngere Bruder des Politikers Pierre-Louis de Lacretelle und deshalb auch unter dem Namen Lacretelle Jeune (der Jüngere) bekannt. Er wuchs als siebtes Kind eines Rechtsanwalts in Nancy auf und wurde mit 18 Jahren selber Anwalt. 1787 wechselte er zu seinem Bruder nach Paris, wurde Mitarbeiter der Encyclopédie méthodique und kam mit den Intellektuellen seiner Zeit in Berührung.
Bei Ausbruch der Französischen Revolution wurde er Journalist und berichtete über die Ereignisse im Journal des Débats. 1790 wurde er Privatsekretär des Herzogs von Liancourt auf Schloss Liancourt, kehrte 1792 mit dem Herzog nach Paris zurück und schrieb (wie André Chénier) im Journal de Paris anti-jakobinische Artikel. Nach der Flucht des Herzogs schrieb er ab Herbst 1792 im Sinne der Feuillants in Zeitschriften der Girondisten. Im September 1793 verließ er Paris, versteckte sich in der Armee als einfacher Soldat und kehrte erst nach Robespierres Sturz im Sommer 1794 in die Hauptstadt zurück.
Ab Januar 1795 schrieb er für die Zeitung Le Républicain. Beim Staatsstreich des 18. Fructidor V (4. September 1797) wurde er festgenommen und erst im August 1799 von Joseph Fouché freigelassen. Während des zweijährigen Gefängnisaufenthalts mauserte er sich vom Journalisten zum Zeithistoriker. Er übernahm vom Verlag die Torso gebliebene Kurzgefaßte Geschichte der französischen Revolution (Précis historique de la révolution française, 1793) des guillotinierten Jean-Paul Rabaut Saint-Étienne und brachte sie bis 1806 auf sechs Bände (später auf acht). Dann machte er sich an eine des längeren geplante Geschichte Frankreichs im 18. Jahrhundert. Die Leistung brachte ihm einen Lehrstuhl für Geschichte an der Sorbonne ein (zuerst 1809 als Nachrücker, dann von 1810 bis 1853 als ordentlicher Professor). 1810 machte man ihn zum Theater-Zensor, 1811 wurde er in die Académie française (Sitz Nr. 12) gewählt.
1814–1815 schlug er sich auf die Seite der Restauration, heiratete und erwarb ein Anwesen in Mâcon. Seine zeitgeschichtliche Forschung tauschte er vorübergehend gegen die der Religionskriege im 16. Jahrhundert ein (erschienen 1814–1816), kehrte aber bis 1826 zur Revolutionsgeschichte zurück und wandte sich dann der jüngsten Geschichte der Restauration zu (1829–1835). In hohem Alter publizierte er noch 6 Bände über das Konsulat und das Kaiserreich, so dass er die Geschichte Frankreichs von 1789 bis zur Julirevolution von 1830 vollständig abgedeckt hatte. Zusätzlich veröffentlichte er 1842 noch einen persönlichen Erlebnisbericht über die 10 Revolutionsjahre und äußerte sich auch ausführlich zur Griechenfrage. 1822 geadelt und seit 1845 Kommandeur der Ehrenlegion, seit 1834 Mitglied des Institut historique de France, Präsident der Académie de Mâcon, starb er 1855 im Alter von 88 Jahren. In Mâcon erinnert die Rue Lacretelle an ihn.

## Werke (Auswahl)
- Précis historique de la Révolution française. 5 Bde. Paris 1801–1806.
  - Histoire de la Révolution française. 8 Bde. 1821–1826.
- Histoire de France pendant le XVIIIe siècle. 14 Bde. Paris 1808–1812.
- Histoire de France pendant les guerres de religion. 4 Bde. 1814–1816.
- Considérations sur la cause des Grecs. Paris 1825.
- Histoire de France depuis la Restauration. 4 vol. 1829–1835.
- Testament philosophique et littéraire. 2 Bde. Paris 1840.
- Dix années d’épreuves pendant la Révolution. Paris 1842. Hrsg. Éric Barrault. Paris 2011.
- Histoire du Consulat et de l’Empire. 6 Bde. 1846–1848.